# Ossiriand
L'Ossiriand (ou pays des Sept Rivières) est une région fictive de l'œuvre de l'auteur britannique J. R. R. Tolkien, apparaissant notamment dans le roman Le Silmarillion publié à titre posthume en 1977. Elle est située dans l'ouest de la Terre du Milieu, en Beleriand, et en est l'une des rares régions qui n'est pas submergée à la fin du Premier Âge ; elle est par la suite renommé Lindon.

## Population
Au début du Premier Âge, une partie du peuple des Elfes Teleri, appelés les Nandor, s'installèrent en Ossiriand avec la permission du roi Thingol.
Ils furent ensuite appelés les Laiquendi ou Elfes verts car ils portaient toujours des vêtements verts pour pouvoir se cacher plus facilement dans la forêt en cas de danger.
Les Laiquendi aimant bien chanter, leur pays fut aussi nommé le Lindon, le Pays des Chansons.

## Géographie
L'Ossiriand est une région boisée de l'est du Beleriand située entre la rivière Gelion et les Montagnes Bleues.
Cette région est traversée par les six affluents du Gelion:
1. la rivière Ascar plus tard nommée Rathlóriel
2. la rivière Thalos
3. la rivière Legolin
4. la rivière Brilthor
5. la rivière Duilwen
6. la rivière Adurant

Au sud de l'Ossiriand, sur la rivière Adurant, se trouve l'île de Tol Galen où vécurent Beren et Lúthien.
Le long de l'Ascar, se trouvait l'ancienne route des Nains qui menait aux mines de Belegost et de Nogrod.
L'Ossiriand et le Thargelion furent les seules régions du Beleriand qui ne furent pas submergées à la fin du Premier Âge. L'Ossiriand fut ensuite renommé Lindon.